# ギーク

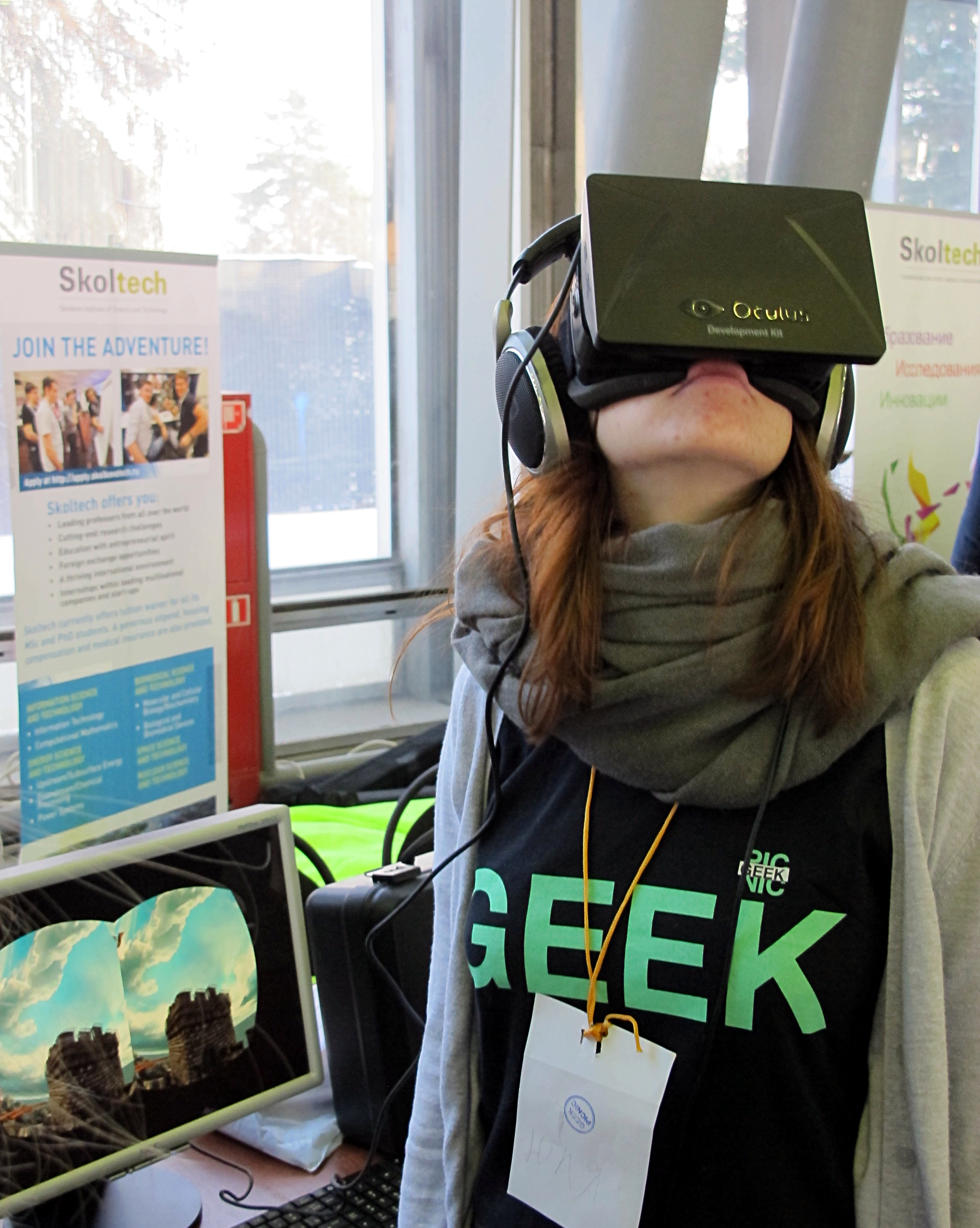
「ギークピクニック」の訪問者、モスクワ • ロシア、2014年。

ギーク（英: geek）とは、特定の分野において高度な知識や深い興味を持つ人物を指す言葉である。当初、この言葉は「風変わりな人」や「社会的に不適応な人物」という否定的な意味で使われていたが、21世紀に入り、特に技術分野においては肯定的な意味を持つようになった。

## 概要
ギーク（geek）という言葉の由来は、中世低地ドイツ語の「geck」（愚か者、または嘲笑の対象）にさかのぼる。これが英語に取り入れられ、アメリカでは19世紀頃からサーカスやカーニバルの見世物で、奇抜なパフォーマンスを行う者（例: 生きた動物の頭を噛みちぎる）を指す俗語として用いられた。
20世紀後半に入ると、「ギーク」という言葉は、主にコンピュータやインターネットに関する知識を持つ人々を指すようになった。特に2000年代以降、この言葉は侮蔑的な意味合いを弱め、自称する者も増えている。日本では広義に「オタク」と訳されることがあるが、ギークは主に技術や科学に対する専門的な興味を持つ者を指すことが多い。
また、ギーク文化の影響力は拡大し、技術系企業やスタートアップ企業で重要な役割を担う人々の多くが「ギーク」として認識されるようになっている。例えば、Facebookの創業者であるマーク・ザッカーバーグや他のテクノロジー企業のCEOたちがその典型例である。
近年では「ギークシック（geek chic）」と呼ばれるファッションやライフスタイルのトレンドも登場しており、これにより「ギーク」という言葉はさらに社会的に受け入れられるようになった。

## 研究
「ギーク」の傾向は、男の子の場合、父親の年齢が高いほど強くなるとの研究結果が発表されている。チームは12歳の双子7781組を対象に、非言語式の知能検査の結果と限定的、反復的な行動、対人関係への関心の低さを点数化して「ギーク指数」を出した。その結果、ギークと判定された子の57％は、この傾向を親から受け継いでいることが分かった。特に男の子のギーク指数は、その子ができた時の父親の年齢が35歳を超えると明らかに高くなり始めるという。父親が51歳以上の時にできた男の子は、父親が25歳未満の時の子に比べ、理系分野で高得点を取る確率が32％も高かった。一方、女の子のギーク指数と父親の年齢との間に目立った関連性は見つからなかった。研究をまとめた共同執筆者の1人、米マウントサイナイ医科大学シーバー自閉症研究センターのマグダレナ・ジャネッカ博士によると、この研究では女の子のギークの定義が十分に把握されていなかった可能性がある。あるいは、女の子にはギークの傾向を打ち消すような生物学的な特性が備わっているとも考えられるという。